# Saltos ornamentais no Campeonato Europeu de Esportes Aquáticos de 2012 - Trampolim 3 m individual feminino
A prova do trampolim 3 m individual feminino dos saltos ornamentais no Campeonato Europeu de Esportes Aquáticos de 2012 foi realizada no dia 19 de maio em Eindhoven nos Países Baixos. 

## Calendário
| Fase       | Data       | Hora  |
| ---------- | ---------- | ----- |
| Preliminar | 19 de maio | 11:00 |
| Final      | 19 de maio | 17:30 |

Todos os horários estão no horário local (UTC+1)

## Medalhistas
| Ouro                | Prata               | Bronze               |
| Anna Lindberg (SWE) | Uschi Freitag (GER) | Olena Fedorova (UKR) |

## Resultados
Esses foram os resultados da competição.
| Pos.              | Saltador              | Nacionalidade | Preliminar | Preliminar | Final  | Final |
| Pos.              | Saltador              | Nacionalidade | Pontos     | Pos.       | Pontos | Pos.  |
| ----------------- | --------------------- | ------------- | ---------- | ---------- | ------ | ----- |
| Medalha de ouro   | Anna Lindberg         | Suécia        | 312.60     | 2          | 342.75 | 1     |
| Medalha de prata  | Uschi Freitag         | Alemanha      | 294.45     | 4          | 321.40 | 2     |
| Medalha de bronze | Olena Fedorova        | Ucrânia       | 277.80     | 8          | 315.00 | 3     |
| 4                 | Tania Cagnotto        | Itália        | 326.05     | 1          | 307.65 | 4     |
| 5                 | Anastasia Pozdniakova | Rússia        | 275.70     | 9          | 304.65 | 5     |
| 6                 | Nora Subschinski      | Alemanha      | 304.35     | 3          | 298.20 | 6     |
| 7                 | Rebecca Gallantree    | Reino Unido   | 280.95     | 6          | 286.40 | 7     |
| 8                 | Francesca Dallapé     | Itália        | 268.50     | 12         | 281.20 | 8     |
| 9                 | Hannah Starling       | Reino Unido   | 274.50     | 10         | 280.70 | 9     |
| 10                | Nòra Barta            | Hungria       | 270.10     | 11         | 268.45 | 10    |
| 11                | Inge Jansen           | Países Baixos | 288.80     | 5          | 263.55 | 11    |
| 12                | Marion Farissier      | França        | 279.00     | 7          | 259.70 | 12    |
| 13                | Hanna Pysmenska       | Ucrânia       | 265.50     | 13         |        |       |
| 14                | Nadezhda Bazhina      | Rússia        | 264.35     | 14         |        |       |
| 15                | Ioulianna Banousi     | Grécia        | 250.35     | 15         |        |       |
| 16                | Daniella Nero         | Suécia        | 244.85     | 16         |        |       |
| 17                | Taina Karvonen        | Finlândia     | 233.60     | 17         |        |       |
| 18                | Flóra Gondos          | Hungria       | 230.35     | 18         |        |       |
| 19                | Leyre Eizaguirre      | Espanha       | 225.15     | 19         |        |       |
| 20                | Ksenia Kondrashenkova | Polónia       | 222.30     | 20         |        |       |
| 21                | Magdalena Chlanda     | Polónia       | 217.85     | 21         |        |       |
| 22                | Alena Khamulkina      | Bielorrússia  | 217.50     | 22         |        |       |
| 23                | Sophie Somloi         | Áustria       | 204.90     | 23         |        |       |
| 24                | Eleni Katsouli        | Grécia        | 199.10     | 24         |        |       |